# الدوري الإنجليزي لكرة السلة للسيدات
الدوري الإنجليزي لكرة السلة للسيدات (بالإنجليزية: English Women's Basketball League)‏ هو دوري كرة سلة للسيدات في إنجلترا تأسس في سنة 2003 يلعب فيه 30 فريقا.

## وصلات خارجية
- الموقع الرسمي